# Список систем команд
Ниже приведен список систем команд

## AMD
- AM2900[1]
- AM29000 (112 инструкций) RISC[2]

## Analog Devices
- SHARC
- Blackfin

## ARM
- ARM ARM Software Development Toolkit Reference Manual, Advanced RISC Machines Ltd
- ARMv1
- ARMv2
- ARMv3
- ARMv4
- ARMv5
  - Расширения
    - Thumb[3]
    - DSP[4]
    - Jazelle
    - VFPv2 — Vector Floating Point
- ARMv6
  - Расширения
    - Thumb-2[5]
    - TrustZone[6]
    - SIMD[7]
- ARMv7
  - Расширения
    - Thumb-2
    - NEON — технология ускорения обработки медиаданных[8]
    - VFPv3
    - VFPv4
- ARMv8
  - AArch32
  - AArch64

## Atmel
- Atmel AVR[9]
- AVR32[10]

## DEC
- PDP-1
- PDP-7
- PDP-8
- PDP-10 и его предшественники
  - PDP-6
- PDP-11
- VAX
- Alpha

## Hewlett-Packard
- FOCUS
- HP 3000 «Классический» CISC
- PA-RISC
  - PA-RISC 1.0
  - PA-RISC 1.1
    - MAX-1 SIMD-расширения

  - PA-RISC 2.0
    - MAX-2 SIMD-расширения
- Itanium (Совместная разработка с корпорацией Intel)

## IBM
- IBM 1400 серия
- IBM 1620
- IBM 700/7000 серия
- System/360 и потомки
  - System/370
  - System/390
  - z/Architecture
- Power ISA
- IBM POWER
- PowerPC
- PowerPC AS

## Intel
- 8021 (66 инструкций)[11]
- 8022 (73 инструкции)[12]
- MCS-41 (8041) (87 инструкций)[13]
- MCS-48 (8048) (93 инструкции)[14]
- MCS-80 (8080) (111 инструкций)[15]
- Intel 8085 (113 инструкций)[16]
- Intel i860[17][18]
- i960
- IA-64,[19]
- x86, См. Расширения архитектуры x86
  - IA-32 (i386, Pentium, Athlon)
  - x86-64 (64-битное надмножество над IA-32)
  - Расширения[20]
    - FPU (x87) — инструкции по работе с плавающей точкой (FPU)
    - MMX — MMX SIMD-инструкции
    - MMX Extended — расширенные MMX SIMD-инструкции
    - SSE — потоковое SIMD-расширение (SSE) (70 инструкций)
    - SSE2 — потоковое SIMD-расширение 2 (144 новых инструкции)
    - SSE3 — потоковое SIMD-расширение 3 (13 новых инструкций)
    - SSSE3 — дополнительное потоковое SIMD-расширение 3
    - SSE4.1 — потоковое SIMD-расширение 4, подмножество Penryn (47 инструкций)
    - SSE4.2 — потоковое SIMD-расширение 4, подмножество Nehalem (7 инструкций)
    - SSE4 — все потоковые SIMD-расширения 4 (оба SSE4.1 и SSE4.2)
    - SSE4a — потоковое SIMD-расширение 4a (AMD)
    - SSE5 — потоковое SIMD-расширение 5 (170 инструкций) — XOP
    - XSAVE — XSAVE-инструкции
    - AVX — Advanced Vector Extensions — продвинутые векторные расширения инструкций: AVX, AVX2, AVX-512
    - FMA — Совмещённые инструкции умножения-сложения
    - AES — инструкции продвинутого стандарта шифрования
    - CLMUL, PCLMULQDQ — PCLMULQDQ-инструкции
    - Cyrix — специфичные инструкции для Cyrix
    - AMD — AMD-специфичные инструкции (до K6)
      - 3DNow! — 3DNow!-инструкции (21 инструкция), разработаны компанией AMD
      - 3DNow! Extended — расширенный набор 3DNow!-инструкций (5 инструкций), разработаны компанией AMD

    - SMM — инструкции режима управления системой
    - Protected — только инструкции защищенного режима
    - Privileged — привилегированные инструкции
    - SVM — инструкции защищенной виртуальной машины
    - PadLock — инструкции VIA PadLock
    - EM64T — Intel EM64T или превосходящие инструкции (не только 64-битные)

## Infineon
- Infineon C166[21]
- Infineon C500[22]
- Infineon Technologies Tricore

## Lattice Semiconductor
- LatticeMico8
- LatticeMico32

## Motorola
- HC11 (62 инструкции)[23]
- HC16
- Motorola 6800 (107 инструкций)[24]
- Motorola 6801 (98 инструкций)[25]
- Motorola 6805 (86 инструкций)[26]
- Motorola 6809 (94 инструкции)[27]
- Motorola 68000[28]
- Motorola 68010[29]
- Motorola 68020
- Motorola 68040
- Motorola 68060
- 88000
- DSP56800[30]

## Microchip Technology
- PIC-микроконтроллер
  - Mid-range PIC[31]
  - PIC16[32]
  - PIC17[32]
  - PIC18[32]
  - dsPIC30F[33]
  - dsPIC33

## MIPS
- MIPS
  - MIPS I
  - MIPS II
  - MIPS III
  - MIPS IV[34]
  - MIPS V
  - MIPS16
  - MIPS32
  - MIPS64
  - MDMX

## National Semiconductor
- COP8
- CR16
- NSC800[35]
- NS16032[36]
- NS32016[37]
- NS32032[38]

## Qualcomm
- Qualcomm Hexagon[англ.][39]

## Renesas Electronics

### M16C
16-разрядное ядро, изначально разработанное и производившийся Mitsubishi Semiconductor. В настоящее время существует большая номенклатура микроконтроллеров с этим ядром и различным объёмом FLASH-памяти.

### R8C
8-разрядное ядро с 16-разрядным АЛУ. Был разработан как бюджетная версия M16C. Поддерживает архитектуру и систему команд CISC 16-разрядного M16C, но имеет уменьшенную производительность из-за сниженной разрядности шины данных с 16 до 8-бит. Имеется большое многообразие различных версий с объёмом памяти до 128 Кбайт Flash и SRAM.

### R32C
32-разрядное ядро, изначально разработанное Renesas как 32-разрядная версия M16C. Доступен в различных модификациях с объёмом памяти до 1 Мбайт FLASH и до 48 Кбайт RAM.

### H8
Большое семейство 8-разрядных и 16-разрядных микроконтроллеров, изначально разработанных Hitachi Semiconductor в начале 1990-х.

### RX
32-разрядное CISC ядро было впервые представлено в 2009 и позиционируется как приемник семейств M16C и R32C

### SuperH
32-разрядное RISC ядро, разработанное в начале 1990-х компанией Hitachi Semiconductor.
SuperH, RISC

### V850
Семейство 32-разрядных ядер RISC, изначально разработанное корпорацией NEC, V850 имеет несколько модификацией V850ES, V850E и V850E2, которые работают с μClinux. Исторически микроконтроллеры на ядре V850 очень широко применяются в автомобильной электронике, благодаря очень высокой стабильности и надежности ядра. В настоящее время имеется очень широкая номенклатура микроконтроллеров на ядре V850ES с объёмом памяти FLASH от 16 Кбайт до 4 Мбайт и ОЗУ от 8 Кбайт до 256 Кбайт.

### 78K0[45]
8-разрядное ядро. Микроконтроллеры с 8-разрядным CISC-ядром, изначально разработанные корпорацией NEC. 78K0 также имеет упрощенную модификацию 78K0S. Микроконтроллеры на основе ядра 78K0 очень популярны как в промышленной, так и в автомобильной электронике благодаря высокой стабильности и надежности. Продуктовая линейка включает модели с объёмом FLASH-памяти от 4 до 128 Кбайт.

### 78K0R
Достаточно молодое 16-разрядное CISC ядро, разработанное корпорацией NEC Electronics в начале 2000-х. За его основу было взято хорошо зарекомендовавшее себя в автомобильной электронике 8-разрядное ядро 78K0. В отличие от ядра 78K0, новое ядро 78K0R имеет 3-стадийный конвейер, значительно повысивший производительность ядра. Также из системы команд убраны редко используемые и наименее эффективные команды и добавлено несколько новых. Несмотря на короткую историю, микроконтроллеры 78K0R очень хорошо зарекомендовали себя благодаря высокой надежности, энергоэффективности и производительности. Продуктовая линейка включает модели с объёмом FLASH-памяти от 16 до 512 Кбайт.

### RL78
Самое молодое и первое ядро, разработанное в 2010 г. после объединения NEC Electronics и Renesas Technology.
При разработке семейства были использованы лучшее технологии, которыми владели до объединения обе компании. В настоящее время анонсированы два семейства микроконтроллеров общего применения G12 и G13 с объёмом FLASH от 16 до 512 Кбайт. Серийное производство намечено на начало 2012 года.

## Sun Microsystems
- SPARC,[46]
  - SPARC-V7
  - SPARC-V8
  - SPARC-V9
    - Расширения
      - VIS
- picoJava
- MAJC

## Texas Instruments
- 9900[47]
- 9940[48]
- 9980[49]
- TI MSP430[50]
- Texas Instruments TMS320[англ.]

## Xilinx
- MicroBlaze
- Picoblaze[51]

## Zilog
- Zilog Z8, Zilog eZ8 (46 инструкций)[52]
- Zilog Z80, Zilog Z800, Zilog Z180, Zilog Z280, Zilog Z380, Zilog eZ80[53]
- Zilog Z8000, Zilog Z80000[54]

## Другие
- Samsung SAM8
- Signetics 2650[55]
- 6502[56]
- RCA CDP1802[57]
- STMicroelectronics ST10
- Maxim MAXQ
- XAP
  - XAP1
  - XAP2
  - XAP3
  - XAP4
  - XAP5
- XMOS XCore XS1-G4,[58]
- ARC,[59]
- Burroughs B5000/B6000/B7000 series
- Ubicom IP2000
- INMOS Транспьютер,[60]
- UNIVAC 1100/2200 series
- General Instruments SP-0256 — голосовой процессор[61]
- EISC (AE32K)
- Raptor-16[62]
- MMIX[63]
- NEC V850[64]
- Xtensa[65]
- DLX[66]
- Fairchild Clipper,[67]
- RISC-V